# Esko v Moravskoslezském kraji

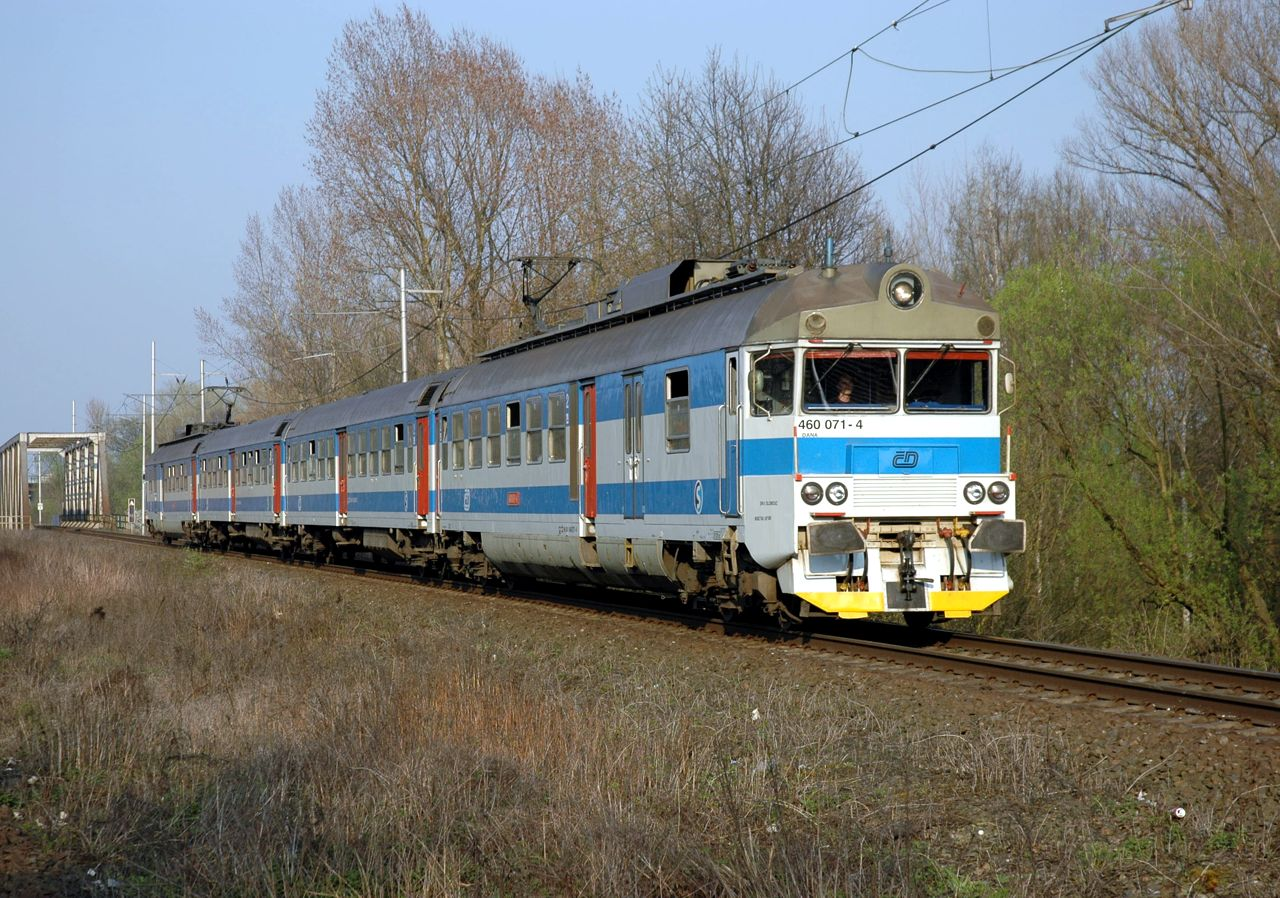
Zug der Linie S2 bei Ostrava-Svinov (2009)

Esko v Moravskoslezském kraji (auch Esko Moravskoslezské, deutsch wörtlich: Esko in der Region Mähren-Schlesien) ist ein System städtischen und regionalen Schienenpersonennahverkehrs im Moravskoslezský kraj in Tschechien. Konzeptionell entspricht es den im deutschsprachigen Raum verbreiteten S-Bahn-Systemen. 

## Geschichte
Das Netz der Esko wurde mit dem Fahrplanwechsel am 14. Dezember 2008 mit fünf Linien eröffnet. Zwei weitere Linien mit dem Kennbuchstaben „R“ (für Rychlik – Schnellzug) ergänzen diese. Am 7. März 2010 wurde die Linie S6 von Ostrava hl.n. nach Frenštátu pod Radhoštěm eröffnet.
Der Betreiber České dráhy wollte ursprünglich eine Linien-Kennzeichnung analog zu den Linien im Ústecký kraj (dort: Kennbuchstabe „U“) einführen. Wegen der Verwechslungsgefahr des „M“ mit den Linien der Metro Prag wurde das bereits in Prag verwendete „S“ eingeführt.

## Linien
| Linie | Linienweg                                                                 | Takt (min) | Eisenbahnverkehrsunternehmen | KBS      | Bemerkung                                                     |
| ----- | ------------------------------------------------------------------------- | ---------- | ---------------------------- | -------- | ------------------------------------------------------------- |
| S1    | Opava – Ostrava-Svinov – Ostrava-Vítkovice – Havířov – Český Těšín        | 60         | České dráhy                  | 321      | –                                                             |
| S2    | Ostrava-Svinov – Bohumín – Český Těšín                                    | 60         | České dráhy                  | 270, 320 | Wagenzugdurchlauf von Studénka bis Mosty u Jablunkova / Čadca |
| S6    | Ostrava – Frýdek-Místek – Frýdlant nad Ostravicí – Frenštát pod Radhoštěm | 60         | České dráhy                  | 323      | seit 7. März 2010                                             |
| S7    | Frýdek-Místek – Český Těšín                                               | 60         | České dráhy                  | 322      | seit 11. Dezember 2011                                        |
| S10   | Opava východ – Rýmařov                                                    | 120        | České dráhy                  | 310, 311 | seit 11. Dezember 2011                                        |
| S11   | Opava – Kravaře ve Slezsku – Hlučín                                       | 60         | České dráhy                  | 317      | –                                                             |
| S12   | Kravaře ve Slezsku – Chuchelná                                            | 60         | České dráhy                  | 318      | –                                                             |
| S13   | Opava – Hradec nad Moravicí                                               | 60         | České dráhy                  | 315      | –                                                             |
| R1    | Opava – Ostrava-Svinov – Ostrava – Havířov – Český Těšín                  | 120        | České dráhy                  | 321      | Eilzug – hält nicht an allen Unterwegsbahnhöfen               |
| R10   | Ostrava-Svinov – Opava – Krnov                                            | 120        | České dráhy                  | 310, 321 | Schnellzug – hält nicht an allen Unterwegsbahnhöfen           |